# Stahleckeriidae
De Stahleckeriidae zijn een familie van uitgestorven synapsiden behorend tot de Dicynodontia. Het waren herbivoren die tijdens het Trias leefden.

## Fossiele vondsten
Fossielen van Stahleckeriidae zijn gevonden in Noord- en Zuid-Amerika, Afrika en Europa. Onder meer het Ischigualastobekken, de Rosário do Sul-groep en de Stormberggroep zijn belangrijke vindplaatsen van fossielen van Stahleckeriidae. De oudste vondsten dateren uit het Vroeg-Anisien, ongeveer 247 miljoen geleden. Het jongst bekende fossiel dateert uit het Vroeg-Rhaetien, ongeveer 205 miljoen jaar geleden.

## Kenmerken
De Stahleckeriidae behoorden tot de grootste landdieren van hun tijd. Veel soorten waren zo groot als een nijlpaard en Lisowicia zelfs zo groot als een olifant. Ze hadden een robuust lichaam met een korte staart en stevige poten. De schedel was groot met een tandeloze, gehoornde bek. 

## Classificatie
De Stahleckeriidae behoort tot de Kannemeyeriiformes, een omvangrijke groep binnen de dicynodonten en de voornaamste herbivore landdieren tijdens het Trias tot de opkomst van de Sauropodomorpha. De familie bestaat uit twee onderfamilies, de Stahleckeriinae en de Placeriinae.
- Familie Stahleckeriidae 
  - Onderfamilie Placeriinae 
    - Lisowicia
    - Moghreberia
    - Placerias
    - Pentasaurus
    - Zambiasaurus

  - Onderfamilie Stahleckeriinae 
    - Eubrachiosaurus
    - Ischigualastia
    - Jachaleria
    - Sangusaurus
    - Stahleckeria